# Kulatý stůl

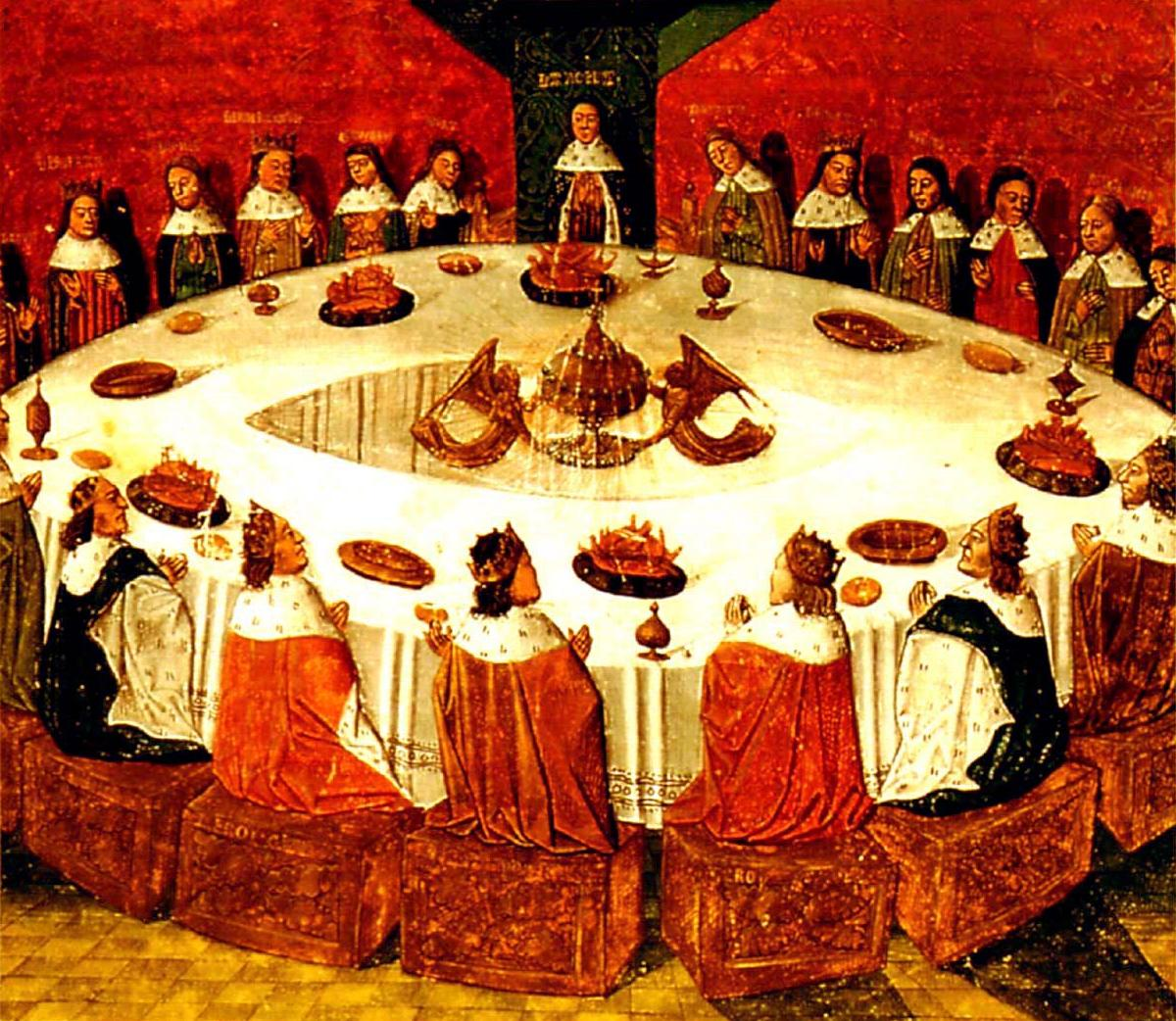
Král Artuš a jeho rytíři kulatého stolu

Kulatý stůl je kus nábytku, stůl kruhového nebo eliptického tvaru. Protože nemá žádné čelo ani rohy, mají všechny osoby okolo stolu rovné postavení. U kulatého stolu neexistuje žádné privilegované místo, nikdo není první ani poslední.
O „kulatém stole“ (la Table ronde) poprvé píše Wace v Románu o Brutovi,[zdroj?] své francouzské verzi Historia Regum Britanniae, vyprávějícím příběhy o králi Artušovi, který se u kulatého stolu scházel se svými rytíři jako sobě rovnými na hradě Kamelot.
Dnes se termín „kulatý stůl“ často používá při jednáních, která mají zprostředkovat dohodu mezi stranami v nějakém sporu, často mezi suverénními státy. Pojem zdůrazňuje, že se setkávají jako sobě rovné a tím chce usnadnit pokojný způsob dosažení kompromisního řešení nějakého sporu nebo konfliktu. V moderní době proběhla například jednání známá jako polský kulatý stůl mezi vládou a opozičními silami v komunistickém Polsku roku 1989, což znamenalo počátek pokojného konce komunistických režimů ve střední a východní Evropě.